# Fulerenă superioară
Fulerenele superioare sunt fulerenele care au în molecula lor șaizeci sau mai mulți atomi de carbon.